# تومويوكي أراتا
تومويوكي أراتا (باليابانية: 荒田 智之) (3 أكتوبر 1985 في شيزوكا في اليابان – )؛ هو لاعب كرة قدم ياباني سابق كان يلعب كمهاجم.

## وصلات خارجية
- تومويوكي أراتا على موقع رابطة كرة القدم اليابانية للمحترفين (اليابانية)
- تومويوكي أراتا على موقع قاعدة بيانات كرة القدم.إي يو (الإنجليزية)
- تومويوكي أراتا على موقع Soccerway.com (الإنجليزية)
- تومويوكي أراتا على موقع عالم كرة القدم.نت (الإنجليزية)